# Трстењак цвркутић
Трстењак цвркутић (лат. Acrocephalus scirpaceus) је птица селица из реда птица певачица која живи у тршћацима језера, река и мочвара.

## Опис
Дужина тела јој је од 12,5 до 14 cm. Горнји део тела птице је риђо-смеђе а доњи прљаво беле боје. Полни диморфизам није присутан. Старост се може одредити помоћу језичне флеке и истрошености перја. Код младих птица су изражене три језичне флеке које остају све до пролећа следеће године, док код одраслих нису присутне. Перје старих птица је у касно лето и јесен врло истрошено услед летења кроз трску. Код младих птица је перје цело и свеже.

## Распрострањење и станиште
Распрострањен је у већем делу Европе изузев самог севера као и у делу централне Азије, Блиског истока, Мале Азије и северне Африке. Изразита је селица. Зиму проводи у подсахарској Африци. Станиште јој прсдстављају водена станишта обрасла трском (баре, мочваре, реке и сл.) најчешће у равничарским пределима.

## Биологија
Гнездећа сезона траје од маја до августа, током које птица бира једну јединку као пара и са њом гради гнездо. Гнездо гради између 3-4 стабљика треске, облика је дубоке шоље и изграђено је од биљних влакана, лишћа трске и животињске длаке. Полаже 3-5 јаја чија инкубација траје 8-13 дана. Младунце хране оба родитеља, а после 10-12 излећу из гнезда и након тога за 10-14 дана постају самостални. Трстењак цвркутић је честа жртва Кукавице (Coculus canorus), која полаже своја јаја у њихово гнездо, а трстењаци одгајају младунца кукавице као да је њихов. Исхрана трстењака цвркутића је врло разнолика и примарно се састоји од инсеката и њихових ларви и других бескичмењака, а мањи део од воћа, семења и других делова биљака.

## Трстењак цвркутић у Србији
Током 19. и 20. века био је честа и бројна гнездарица водених станишта са развијеним појасевима шевара и трске. Почетком 21. века већина популације гнезди се у Војводини, док је јужно од Саве и Дунава присутан на неколико подручја у Поморављу, Мачви, Неготинској и Кључкој крајини. Популација је процењена као стабилна и броји од 14.000 до 19.000 гнездећих парова. Највећа концентрација популације је у Војводини где броји од 11.000 до 14.000 парова.